# Бобрин, Игорь Анатольевич
И́горь Анато́льевич Бо́брин (род. 14 ноября 1953, Ленинград) — советский фигурист, выступавший в одиночном катании. Бронзовый призёр чемпионата мира 1981 года, чемпион Европы (1981) и бронзовый призёр чемпионата Европы (1982). Заслуженный мастер спорта СССР (1981). Заслуженный тренер России (2002).

## Биография
Родители: Мария Ильинична и Анатолий Павлович, есть старший брат Владимир. В фигурное катание (на Измайловский каток в Ленинграде) в возрасте 7 лет Бобрина привели родители, чтобы поправить его здоровье. Первый тренер — Татьяна Ловейко (с 1960), с 1965 тренировался у Игоря Москвина (в группе с Юрием Овчинниковым, Владимиром Куренбиным и др.), с 1980/1981 — у Юрия Овчинникова. Выступал за Ленинград (ДСО Профсоюзов).

### Достижения
На чемпионате СССР в 1972, 1974—1976 занимал 3-е место, затем стал 4-кратным чемпионом СССР (1978, 1980—1982). Обладатель Кубка СССР в 1977 и 1979 (возможно, и в другие годы). В 1976 году дебютировал на чемпионате мира. На зимних Олимпийских играх 1980 занял 6-е место, американская публика была недовольна оценками судей. В 1980—1982 гг. три сезона выступал с одной произвольной программой на музыку Рика Уэйкмана (Rick Wakeman), в 1982 году из-за сокращения произвольной программы c 5 до 4,5 минут вынужден был вырезать её часть.
Наиболее успешным в спортивной карьере Бобрина стал 1981 год. На чемпионате Европы его выводил Сергей Волков, ввиду запрета на выезд за границу у Овчинникова. Занял второе место в обязательных фигурах, в короткой программе (названной «Подстреленная птица») неудачно выполнил каскад и был четвёртым. Однако затем обыграл всех в произвольной программе, чисто исполнив пять разных тройных прыжков, в том числе тройной лутц и редкий в те годы тройной флип, целый ряд оригинальных элементов, вызвав восторг зала и длительную овацию по окончании программы. Судьи выставили очень высокие оценки, в том числе четыре оценки 5,9 за артистизм, что позволило ему стать чемпионом. На чемпионате мира 1981 года был пятым в фигурах и четвёртым в короткой программе, но вновь резко улучшил результат в произвольной программе, став вторым (выполнил чисто четыре тройных прыжка, в том числе тройной лутц). Американская публика в восторге аплодировала стоя, судьи за артистизм выставили самые высокие среди всех участников оценки 5,8—5,9, за исключением одной 5,6, и в итоге фигурист получил бронзовую медаль.
На чемпионате Европы  1982 в Лионе случился инцидент. В конце разминки сильнейшей группы, первым из которой, по жребию, должен был выступать Бобрин, перепрыгнув через бортики, на лёд выскочила группа поляков, поддерживающих «Солидарность» (источники[какие?] указывают на то, что протест был санкционирован французскими властями, вопреки правилам ИСУ). Французская публика встретила их неодобрительным свистом. Поляки начали бросать на каток бутылки, которые разбивались об лёд. Примерно через 1-2 минуты, полиции, сопровождаемой аплодисментами зала, удалось выпроводить их со льда (Йозеф Сабовчик сообщал, что не все осколки были удалены со льда), старт Бобрина был заметно задержан, что повлияло на его выступление. Первый же сложный прыжок — тройной лутц Игорь сорвал, выполнив лишь двойной, неуверенно исполнив и несколько других прыжков. Судьи снизили оценки за технику вплоть до 5,5-5,6. В результате Бобрин занял лишь третье место.
В январе 1983 года занял 2-е место на чемпионате СССР, однако руководство Федерации под предлогом «омоложения команды» не включило его в сборную, причём третья вакансия от СССР на чемпионате Европы осталась незанятой. В апреле 1983 года, во время показательных выступлений сборной СССР, состоялись проводы Бобрина из большого спорта.

### Деятельность
Бобрин — один из самых оригинальных и артистичных фигуристов. Огромное внимание уделял постановке, музыке, создавая даже в произвольных программах небольшие спектакли (И. Б. Москвин пригласил танцора Ленинградского театра оперы и балета им. С. М. Кирова Юрия Потёмкина, специально занимавшегося театральным искусством с Бобриным). Кроме этого, совершенствовал сами элементы, придумывая целые серии шагов на одной ноге в разных направлениях, комбинации из 4—5 прыжков также в разных направлениях (в 1980—1982 гг. исполнял уникальную комбинацию из четырёх прыжков в один оборот и двойного акселя в разных направлениях), оригинальные спирали, вращения; одним из первых в мире овладел пятью разными тройными прыжками, единственный в мире исполнял т. н. «бобринский прыжок» (bobrin jump) с вращением впервые в горизонтальной плоскости (придуманный Тамарой Москвиной), удачно вписывая их в программу.
Вошли в историю и его показательные выступления с программами «Гарсон» (первоначальное название «Официант» запретило руководство Спорткомитета), «Мушкетёр», «Спящий ковбой» (под музыку песни Сонни Боно и Шер A Cowboy’s Work Is Never Done, 1972), «Человек тысячи масок», «Парное катание» и другие.
Окончил Ленинградский института физической культуры имени П. Ф. Лесгафта, режиссёрское отделение ГИТИСа. 10 лет возглавлял отделение балетмейстеров фигурного катания в ГИТИСе. После смерти в 1986 году Людмилы Пахомовой его пригласили преподавать на отделении балетмейстеров фигурного катания кафедры хореографии ГИТИСа, где он проработал 10 лет.
2 февраля 1986 года создал Театр ледовых миниатюр; является его художественным руководителем и режиссёром.
Помогал ставить программы ряду фигуристов, в том числе Кристине Цако (Венгрия), что позволило ей стать второй на чемпионате Европы 1997 года. В качестве хореографа работал с парой Елена Бережная — Антон Сихарулидзе, ставшими олимпийскими чемпионами 2002 года; в 2005 году помогал ставить программу Ирине Слуцкой, когда она стала чемпионкой мира.
В 2011—2012 годах входил в судейскую коллегию телешоу «Кубок Профессионалов» общероссийского телевизионного канала Первый канал (Россия).
1 марта 2011 года награждён Почётной грамотой Правительства Российской Федерации за многолетнюю творческую деятельность, популяризацию фигурного катания и высокие спортивные достижения.

### Личная жизнь
C 1983 года женат на Наталье Бестемьяновой — олимпийской чемпионке по фигурному катанию. Есть сын Максим (род. 1977) от первого брака с Натальей Овчинниковой.

## Книги
- Наталья Бестемьянова, Игорь Бобрин, Андрей Букин. Пара, в которой трое. — М.: «Вагриус», 2001. — ISBN 5-264-00650-4